# 透視投影
透視投影（とうしとうえい、英: perspective projection）は全ての投影線が単一の視点に収束する投影である。中心投影（ちゅうしんとうえい、英: central projection）とも。
「投影」は投影図法と投影図の両方を指しうるため、図法を透視図法、図を透視図と呼び分ける場合もある。

## 概要

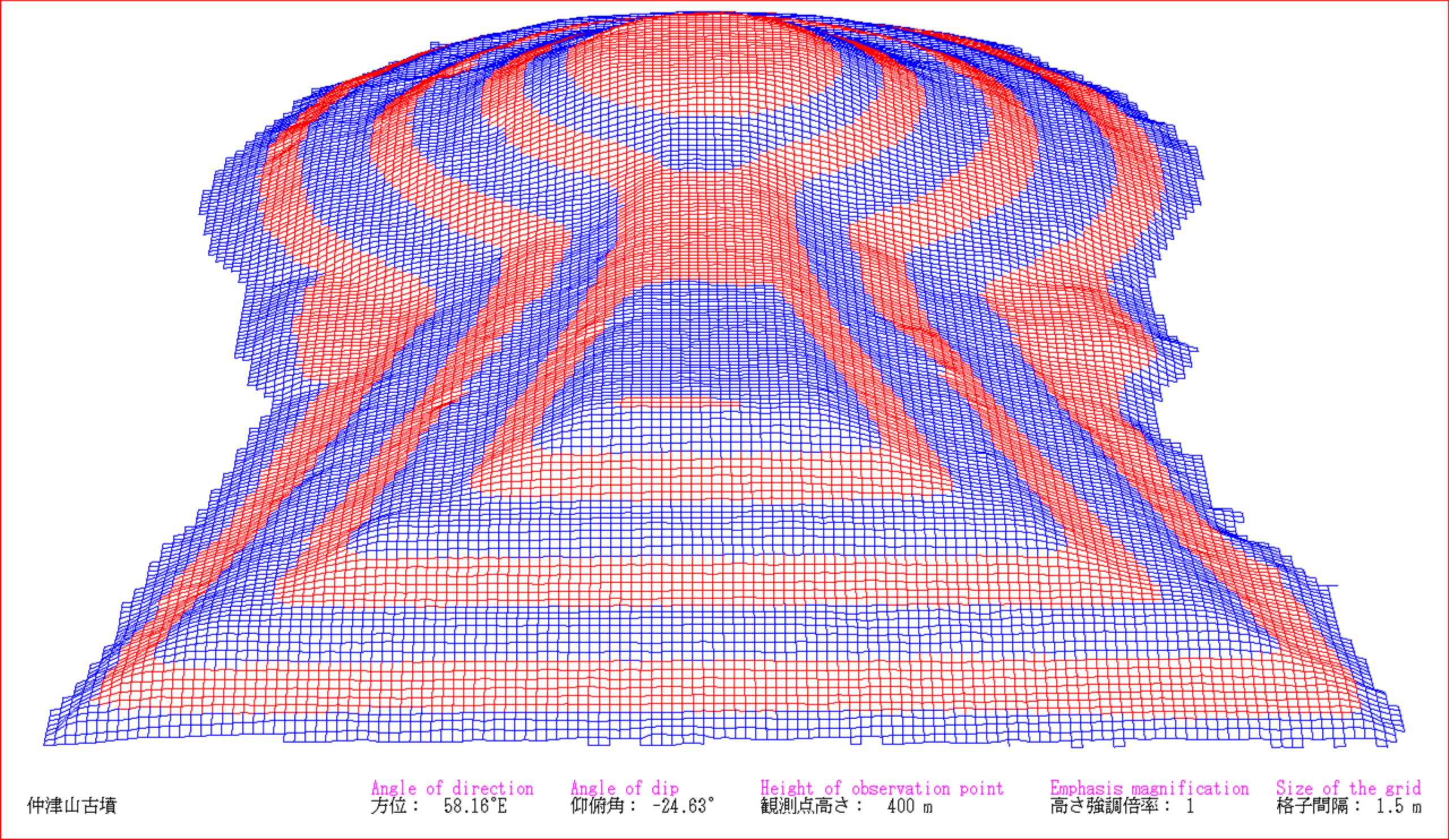
透視投影によるワイヤーフレームで描いた前方後円墳(仲津山古墳)

透視投影では視点を設定しすべての投影線をその視点へ収束させ投影をおこなう（#仕組み）。これはすべての投影線が互いに平行である平行投影と対照的である。
1点に投影線が収束するため対象物を目で見た像と近い表現が得られる。物体は視点からの距離に反比例して小さく見え、遠方ほど縮小割合が小さくなる（#特性）。奥行き方向の線分が特徴的な変形を受けるため、対象物と投影面の関係に基づいて「一点透視」「二点透視」「三点透視」に分類できる（#分類）。
このような特徴から、ヒトは透視投影図から遠近感を得やすい。このため視覚芸術では遠近感を感じさせたり写実性の高い表現をするために透視投影がしばしば取り入れられる（詳細は遠近法を参照）。視点たるカメラで撮影する写真では自然に透視投影が起きている。また写実的な3次元コンピュータグラフィックスでもレンダリングの一環として透視投影が利用される（詳細は3次元コンピュータグラフィックス#原理を参照）。
透視投影を実現する投影図法は透視図法と呼ばれる。消失点を利用する方法や座標変換行列による方法など、様々な実現手順（図法）が考案されている（#透視図法）。
透視投影・透視投影図は俗称として「パース」とも呼ばれる（用例: 「パースが狂っている」）。

## 仕組み

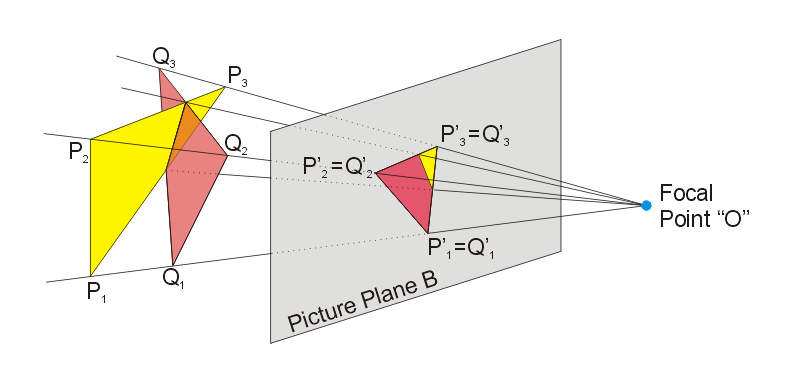
透視投影

透視投影では、全ての投影線が視点へ収束する制約を設けたうえで投影をおこなう。すなわち、3次元空間内の各点から視点へ向け投影線を伸ばし投影面との交差より投影図を得る。

### 視点
透視投影における視点（してん、英: point of sight）は全ての投影線が収束する点である。投影中心（してん、英: center of projection）とも。

### 視線
透視投影における視線（してん、英: line of sight）は空間内の点と視点を結んだ直線である。
視線は「投影線」の透視投影における別名である。必ず視点を通る投影線、とも定義できる。ヒトの視覚における「視線」は視野中心の方向を指す（ある瞬間に1方向しかない）が、透視投影における「視線」は空間内の無数の点と視点を結んでいる無数の投影線を指す（ある瞬間に無数にある）ため意味が全く異なる。混同してはならない。

## 特性
全ての投影線が視点へ収束する制約により、透視投影は特有の性質をもつ。

### 平行面の形状維持
透視投影は、投影面と平行な面上の物体形状が像でも維持される特性を持つ。
この特性は視点の取り方に依らず常に成立する。
この特性は右図を用いて次のように説明される：

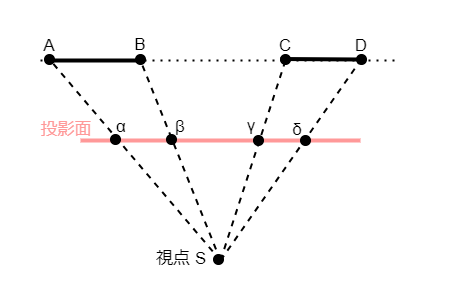
透視投影による平行面の形状維持

投影面に平行な面上に線 {\displaystyle {\overline {AB}}} と線 {\displaystyle {\overline {CD}}} がある。２つの線の端から視点 {\displaystyle S} へ投影線を伸ばすことで、投影先 {\displaystyle \alpha }, {\displaystyle \beta }, {\displaystyle \gamma }, {\displaystyle \delta } が求められる。透視投影において平行面上の物体形状が像でも維持されるということは、 {\displaystyle AB:CD=\alpha \beta :\gamma \delta } … (1) と等価である（相似で全体スケールだけ変わる）。ここで {\displaystyle {\bigtriangleup }\alpha \beta S} と {\displaystyle {\bigtriangleup }ABS} に着目すると {\displaystyle {\overline {\alpha \beta }}\ {\parallel }\ {\overline {AB}}} より二つの三角形は相似である。{\displaystyle {\bigtriangleup }\gamma \delta S} と {\displaystyle {\bigtriangleup }CDS} も同様である。そして相似比はどちらの三角形ペアも {\displaystyle S}-投影面の距離と {\displaystyle S}-平行面の距離の比になる。相似比を {\displaystyle 1:k} とすると、{\displaystyle AB:CD=k\times \alpha \beta :k\times \gamma \delta =\alpha \beta :\gamma \delta } となり (1) が成立する。すなわち、投影面と平行な面上の物体形状が像でも維持される。∎

### 遠方の縮小
透視投影は、物体と視点の距離に反比例して像が小さくなる特性をもつ。また物体と投影面の距離が離れるほど像が小さくなる特性をもつ。
この特性により大小遠近法および短縮法と同じ効果を得られる。

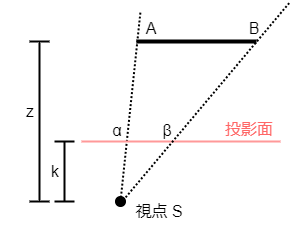
透視投影による像の反比例縮小

この特性は右図を用いて次のように説明される：
視点 {\displaystyle S} から {\displaystyle k} 離れた投影面と、その投影面に平行かつ {\displaystyle S} から {\displaystyle z} 離れた線分 {\displaystyle {\overline {AB}}} がある。この状態で {\displaystyle A} と {\displaystyle B} から {\displaystyle S} へ投影線を伸ばすことで、投影先 {\displaystyle \alpha } と {\displaystyle \beta } が求められる。ここで {\displaystyle {\bigtriangleup }ABS} と {\displaystyle {\bigtriangleup }\alpha \beta S} に着目すると、投影面上の {\displaystyle {\overline {\alpha \beta }}} が {\displaystyle {\overline {AB}}} と平行であるため２つの三角形は相似である。{\displaystyle S} から {\displaystyle {\overline {\alpha \beta }}} と {\displaystyle {\overline {AB}}} の距離が与えられているためその比は {\displaystyle {\overline {AB}}:{\overline {\alpha \beta }}=z:k} であり、像の大きさは {\displaystyle {\overline {\alpha \beta }}=k\ {\overline {AB}}/z} と求まる。すなわち、像の大きさは物体と視点の距離に反比例して小さくなる。∎
上記の説明から物体は奥にいくほど小さく見えることがわかる。これにより透視投影によって大小遠近法と同じ効果が得られることがわかる。

奥行きある単一物体を用いて説明すると短縮法と同じ効果が得られることを直接的に説明できる。これは右図を用いて次のように説明される：

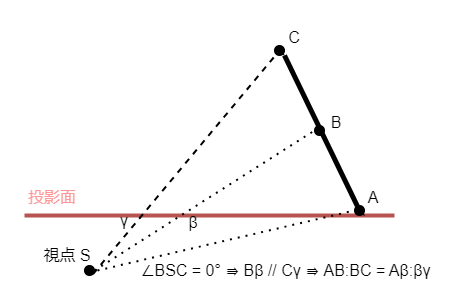
透視投影による遠方の縮小

投影面に対し奥行きをもった線分 {\displaystyle {\overline {AC}}} へ向かって投影面を平行移動し、図のように近傍点 {\displaystyle A} へ添わせる。この状態で中間点 {\displaystyle B} と遠方点 {\displaystyle C} から視点 {\displaystyle S} へ投影線を伸ばすことで、投影先 {\displaystyle \beta } と {\displaystyle \gamma } が求められる（{\displaystyle A} はその場が投影先）。もし透視投影により距離依存のサイズ変化が起きるとすれば、像の形状維持を意味する式 {\displaystyle AB:BC=A\beta :\beta \gamma } … (2) が成立しないことになる。ここで{\displaystyle {\bigtriangleup }AC\gamma } に着目すると、(2) が成立するのは {\displaystyle B\beta \ {\parallel }\ C\gamma } が成立するときのみである（∵ 初等幾何）。しかし {\displaystyle BSC} が三角形であるためこれは成立しない。{\displaystyle {\bigtriangleup }BSC}は {\displaystyle S} のみが投影面の反対側にあるため、{\displaystyle {\overline {B\beta }}} と {\displaystyle {\overline {C\gamma }}} は {\displaystyle \beta \gamma } 側がすぼむ形の非平行に常になっている。ゆえに (2) は成立せず、また遠方側の投影である {\displaystyle {\overline {\beta \gamma }}} はより短くなっている。すなわち、物体と投影面の距離が離れるほど像が小さくなる。∎
視点 {\displaystyle S} が無限遠にあるとき {\displaystyle {\angle }BSC\rightarrow 0} となるため (2) が例外的に成立する。つまり像の大きさが奥行きに依存しなくなる。これは平行投影と同じ性質であり、平行投影が {\displaystyle S} 無限遠の透視投影と同値であることを反映している。またこのことから視点と物体が遠ざかるほどサイズ変化量が小さくなっていくことがわかる。
反比例であるため距離が離れるほど物体の大きさが縮みづらくなる。物体の縮小が遠近感を生むため、同じ物体の並びでも遠方にあるほど遠近感が弱くなる（圧縮効果）。

### 遠方縮小の割合減少
透視投影は、視点からの距離に応じて遠方が縮小する割合が小さくなる特性をもつ。すなわち、遠方ほど像の大きさが変わりづらい。
透視投影は「遠方の縮小」という特性をもつ。像の大きさ {\displaystyle l_{z}} は深度 {\displaystyle z} に反比例して減少するため、深度変化 {\displaystyle \Delta z} に対する像の大きさの変化、つまり {\displaystyle \Delta _{l_{z}}=l_{z}-l_{z+\Delta _{z}}} が {\displaystyle z} に依存しこれが段々と小さくなることは自明である。さらに縮小割合 {\displaystyle {\tfrac {\Delta _{l_{z}}}{l_{z}}}} にも法則性が見出せ、縮小割合は {\displaystyle z} に依存しこれが段々と小さくなる。つまり、遠方ほど縮小割合が小さくなる。例えば互いに1m離れた2つの立方体を透視投影するとき、2つの立方体を視点のすぐそばに置けば大小差がはっきりとみえるが、1000m先に2つの立方体を置くとほとんど大きさに差がない。

### 平行線の収束
透視投影は、投影面と平行ではない空間内の平行線が無限遠において一点（消失点）へ収束する特性をもつ。
この特性は投影面の取り方に依らず常に成立する。投影面と垂直な平行線の消失点は視心と一致する。

### 広角領域の感覚的歪み
透視投影は、投影面上で視心から角度が離れた領域の像が歪んだように見える特性をもつ。
ある透視投影図があったとき、その視点位置を観察者の片目と厳密に合わせれば（被写界深度を除いて）本物と同じ像が観察者の片目に見える。このように光学的な意味で透視投影には歪みがない。投影図の視心から角度が離れた領域では対象物の長さ・幅・高さの比率が物体と像で大きく変わるが、実際の目の周辺視野にもこのような変形した像が写っている。
しかし実際の透視投影図（例: 絵画）を鑑賞する際に視点を合わせることはほぼ無い。基本的に視野の中心部（50°前後の視円錐の内側）で透視投影図全体を捉えるため、視野中心部に本来届かない70°や80°相当の強い変形をもった像が届くとこれに歪みを感じる（脳が50°分の補正を掛けてもなお歪んだ物体に見える）。つまりいわゆる「広角」の画角だと透視投影図の端が歪んで見える。具体的には60°の視円錐より外側の像が感覚的に歪むとわかっている。

## 分類
透視投影は対象物と投影面の関係に基づいて以下のように分類できる。
なお、この関係によってグリッドがどう歪んで見えるかはチェス盤を水平に覗き込む・左右に回す・上下に傾けることで直感的に理解できる。

### 一点透視投影
一点透視投影（いってんとうしとうえい、英: one-point perspective）は対象物の一つの面が投影面に平行な透視投影である。
直方体の一点透視投影を得る場合、正面が投影面と平行になるため奥行き方向の平行な4辺は全て投影面と垂直になる。そのためこれら4本の辺は全て「一点」の消失点へ向き、この消失点は視心と一致する。直方体でないが奥行き方向の4辺が平行な対象物（例: 平行六面体）を一点透視投影した場合、4辺は平行だが投影面と垂直ではないため、視心とは一致しない消失点へ4辺全てが収束する。
透視投影された対象物が一点透視か否かを判別する方法がいくつかある。
1つは正面図を用いる方法である。対象物の形状が事前にわかっておりその対象物の正面が投影面上でも同じ形で描画されている（=相似な）とき、この対象物は一点透視投影されていると判別できる。なぜなら平行面の形状維持により投影面が対象物の正面と平行だと確定するからである。
他には平行線を用いる方法がある。対象物の正面が縦方向と横方向の平行線を持つと事前にわかっておりそれら平行線が投影面上でも平行なとき、この対象物は一点透視投影されていると判別できる。なぜなら平行線の収束により投影面と平行でない限り平行線は平行に描画され得ないからである。例えば教室を描いた透視投影図で黒板の上下辺・左右辺が共に平行に描写されていれば黒板は一点透視投影されていると確定する。さらに黒板を掛けてある壁、壁からなる教室の立方体も一点透視投影されている可能性が高い（黒板が壁に対して斜めに配置されていたらこれは成立しない）。

一点透視図法。対象物を正面から見る。
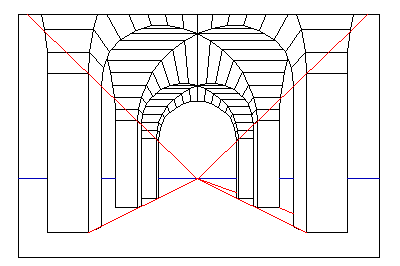
一点透視図法の例。キャンバスは垂直・水平方向の2軸と平行で、奥行き方向の軸とは垂直である。
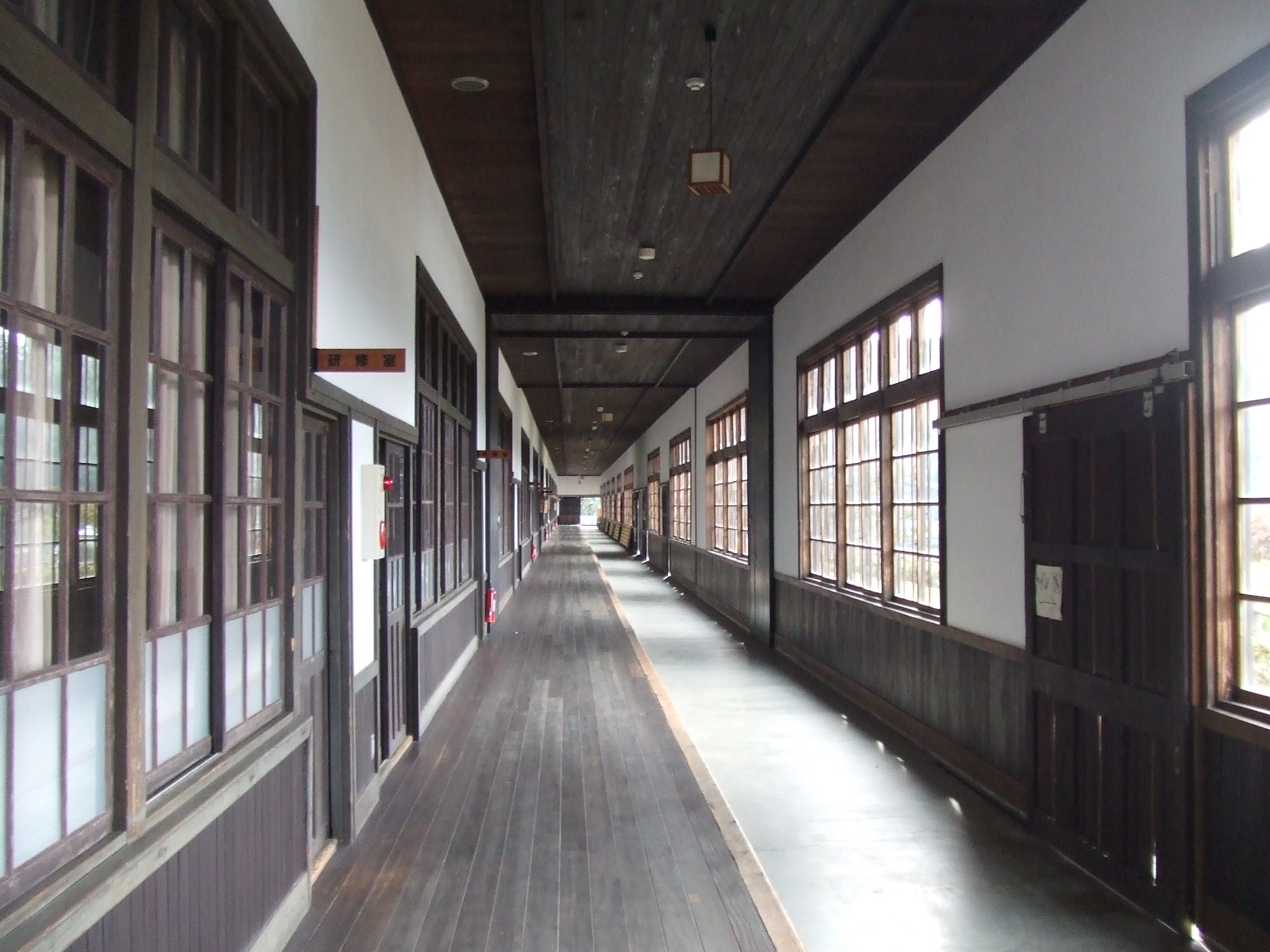
西予市米博物館 中央左寄が消失点。

### 二点透視投影
二点透視投影（にてんとうしとうえい、英: two-point perspective）は投影面に対して対象物の上下面が直交し側面が傾斜した透視投影である。
直方体の二点透視投影を得る場合、上面と下面を繋ぐ平行な4辺は全て投影面と平行になる。側面のうち2つは右奥方向へ、残りの２つは左奥方向へ傾斜するため、合わせて「二点」の消失点へ向けて各側面の辺は向かう。二点透視投影は一点透視投影から視点を左右に回すことで実現できる。

二点透視図法。対象物を斜めから見る。
二点透視図法の例。キャンバスは垂直方向の軸のみと平行である。
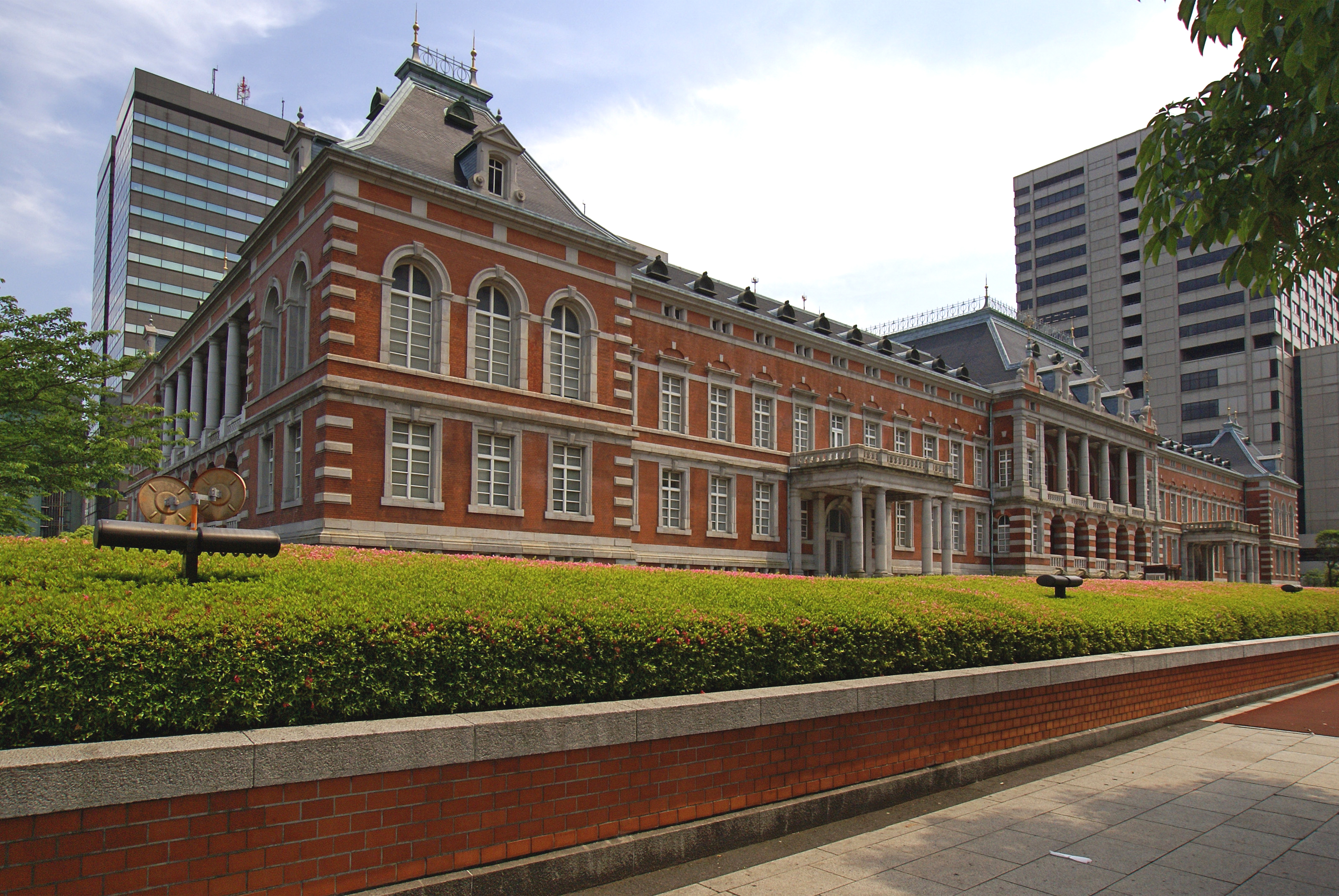
法務省旧本館 写真外に消失点がある

### 三点透視投影
三点透視投影（さんてんとうしとうえい、英: three-point perspective）は対象物のすべての面が投影面に対し傾斜した透視投影である。 
直方体の三点透視投影を得る場合、各面ペアの4辺はペアごとに異なる消失点へ向かう。そのため合わせて「三点」の消失点が現れる。三点透視投影は二点透視投影に仰角・俯角をつけることで実現できる。

三点透視図法。 対象物を斜め下、または斜め上から見る。
三点透視図法の例。 対象物を斜め上から見る
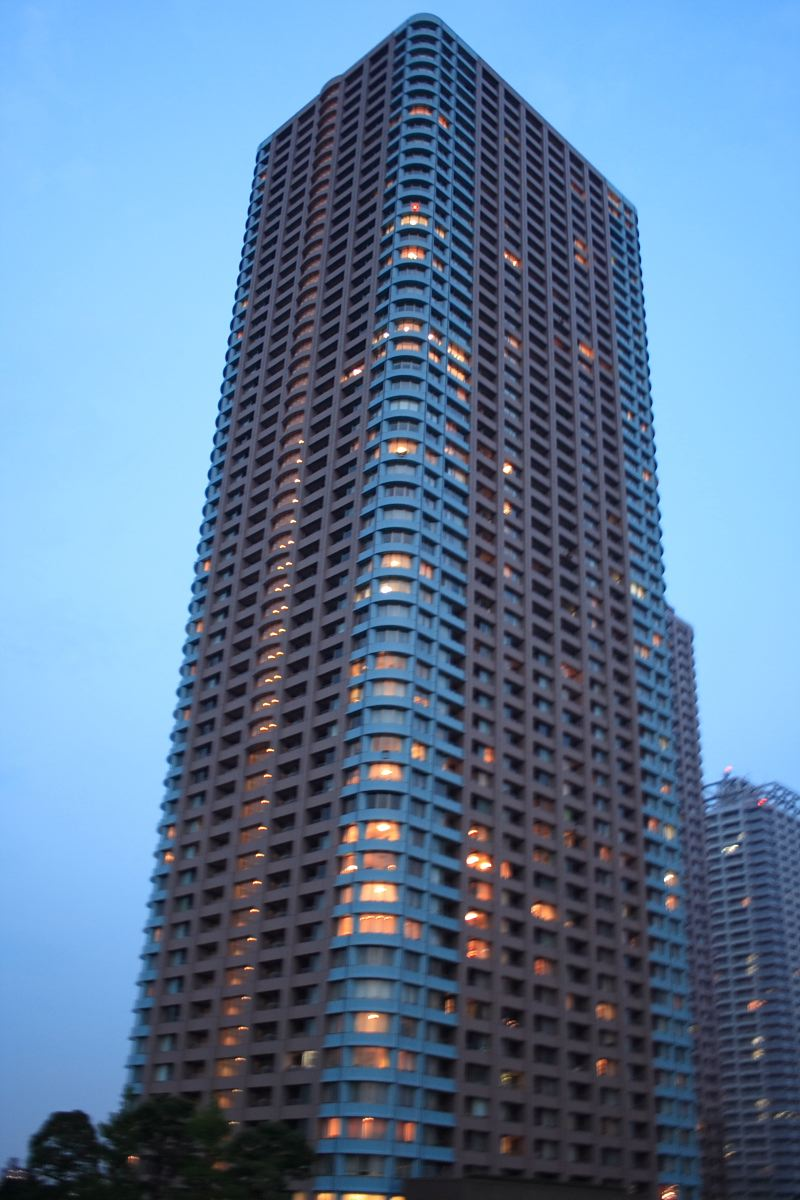
センチュリーパークタワー。対象物を斜め下から見る。

## 透視図法
透視図法（とうしずほう、英: perspective drawing method）は透視投影を実現する投影図法である。透視投影法（とうしとうえいほう）とも。
透視投影図を得るための具体的な手続きには様々な種類がある。以下はその一例である：
- 直接法
  - 座標計算法
- 消点法
- 距離点法
- 測点法（英: Scale point method）

各図法に応じた様々な道具も存在する（例: パース定規、パースグリッド）。

### 透視図法の基礎概念
複数の透視図法に共通する基礎的な概念がいくつか存在する。これら無しでも透視投影そのものは説明できるが、図法の説明にはこれらの理解が必要になることが多い。

#### 視心
視心（ししん、英: main point, 英: visual center）は視点から投影面へ伸ばした垂線が投影面と交わる点である。視中心（しちゅうしん）とも。
視心は「カメラの真正面が投影される点」に相当する。視心は主投影線と投影面の交点とも言い換えられる。広角領域の感覚的歪みは視心と離れるほど大きくなるため、作図にあたって視心の把握が必要になる場合が多い。

#### 水平面
水平面（すいへいめん、英: horizon plane, horizontal plane）は視点を通る水平な面である。地平面とも。
水平面は「垂直に立った人の目の高さにある、空間内の水平な面」に相当する。水平面と投影面は独立している（直交するとは限らない）。

#### 水平線
透視投影における水平線（すいへいせん、英: horizon line, horizontal line）は水平面と投影面が交差してできる投影面上の直線である。地平線とも。
水平線は水平面の投影像である。これは以下のように説明できる。水平面は視点を通るため視点は水平面上にある。また水平面は平面であるため水平面の任意の点と視点は同一平面上に存在する。このため水平面上の任意の点の投影線（=点と視点を繋ぐ直線）もまた水平面上に存在する。投影先は投影線と投影面の交点であるため、投影先は投影面と水平面が交差する直線上のどこかになる。よって空間内の水平面を投影すると水平線という直線へ潰れて投影面上に現れる。
この水平線は地球が球体であることに由来する水平線（英: horizon）とは異なる概念であり混同してはならない。透視投影はたとえ地球が平面であってもその果てが消失点としての水平線に収束することを示している（ゆえに水平線と呼ばれている）。
水平面は平行であるため面内のどこでも高さが一定（視高の値）である。ゆえに視高と同じ高さの点は奥行きに関わらず水平線上に投影される。これは作図上有用である。

#### 基準面
基準面（きじゅんめん、英: basic plane）は基準となる水平な面である。 基面（きめん）、英: ground plane とも。
基準面は抽象的な「地面」に相当し、観測者（目が視点）は基準面上に立っていると想定される。基準面と投影面は独立している（直交するとは限らない）。
視点の高さである視高（しこう）は基準面から視点までの垂直距離と定義される。水平面を視高の分だけ垂直に下げた平面が基準面ともいえる。また視高はカメラにおけるレベルに相当する。
一点透視投影と二点透視投影では基準面と視高を設定することで投影図から実長を計測する助けになる。

#### 投影角度
投影角度（とうえいかくど、英: projection angle）は投影面と水平面がなす角度である。
投影面と基準面がなす角度ともいえる。視点にカメラを置いたとき、そのカメラが向いている上下方向の角度が投影角度にあたる。

### 直接法
直接法（英: Piercing method）は各視線と投影面の交点を直接写し取る透視図法である。
交点の求め方は様々存在する。視線の正投影を利用した作図や三角比を持ちいた座標計算法などで求められる。対象物の各点について同様の計算を繰り返すため、直接的で単純だが繰り返しの多い図法である。透視投影では空間内の直線が投影図上でも直線であるため、線分であれば端点を写し取り間に直線を引くだけで投影できる（繰り返しの数を減らせる）。点を写し取る手法であるため、曲線などの複雑な形状であっても点集合として容易に投影できる（繰り返しの数は多い）。

#### 座標計算法
座標計算法（英: Coordinate piercing method）は視線の正投影から投影先の座標を幾何的に算出する透視図法である。
座標計算法は直接法の一種で、作図ではなく座標計算によって視線と投影面の交点を求める。視点から視心への投影線（主投影線）を軸として直交する二つの平面を用意し、ここへ視線と投影面を平行投影（正投影）する。これにより投影面を含んだ三角形の相似関係が見いだせるため、比例計算によって投影先の座標が求まる。

### 消点法
消点法（英: Trace-vanishing point method）は投影される直線の描画角度を消失点から求める透視図法である。
透視投影は平行線が消失点へ収束する特性を持つ。ゆえに線分内の点1つと消失点が分かれば線分の描画角度がわかる。これを利用し、基準となるいくつかの点・線分を直接法で用意したうえでそこから各線分を消失点により投影する。こうすることで対象物の角が投影された線の交点として現れ、対象物全体を投影できる。交点の位置を直接求める必要が無いため手間を省くことができる。

#### 一点透視図法
一点透視図法（英: One-point method）は一点透視投影が成立する視点から消点法を用いる透視図法である。
一点透視投影が成立する視点を取るため対象物は正面が投影面と平行であり、さらに箱型であれば奥行き方向の辺が互いに平行である。よってまず対象物の正面を形状を保ったまま描画する（#平行面の形状維持）。残りは奥行き辺の方向と長さである。奥行き辺は互いに平行であるため投影面上に消失点を1つ設定し全ての奥行き辺をその方向へ向ける（#平行線の収束）。長さは様々な方法で決定される。投影面上の別の物体から補助線を伸ばすケース（例: 別の正方形の対角線を延長して交点を探す）や測点を使い正面像と比較するケース（例: 視心へ収束する辺の長さを距離点で計測）や任意に設定するケース（画角が後付け）などがある。向きと長さが決まったので正面像からこれに従って線分を伸ばせば一点透視図を得られる。

#### 二点透視図法
二点透視図法（英: Two-point method）は二点透視投影が成立する視点から消点法を用いる透視図法である。
二点透視投影が成立する視点を取るため消失点が二点になる。この二点へ向けて奥行きのある平行線が収束する。

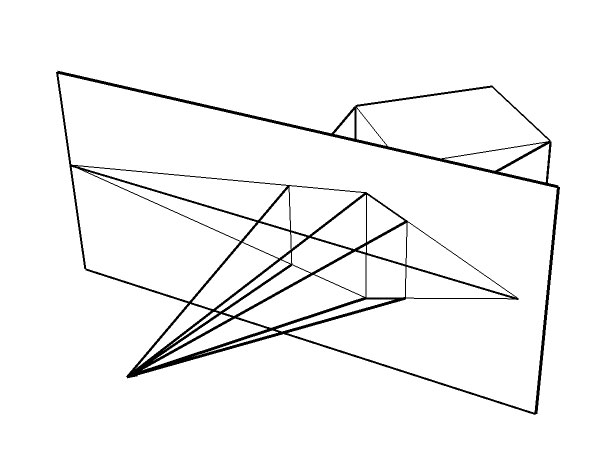
二点透視図法による立方体
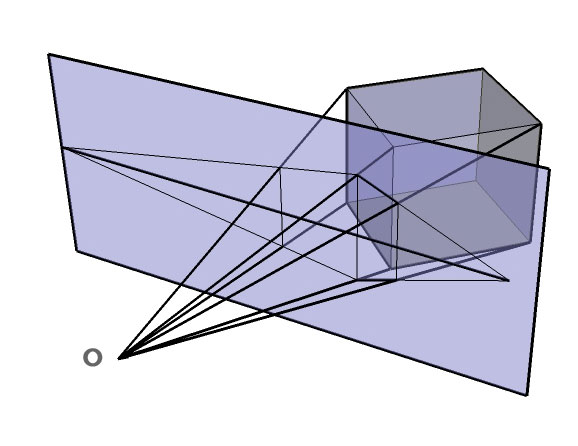
直接法と二点透視図法の一致

#### 三点透視図法
三点透視図法は三点透視投影が成立する視点から消点法を用いる透視図法である。
三点透視投影が成立する視点を取るため消失点が三点になる。単なる（視点に制約のない）消点法ともいえる。

### 距離点法
距離点法（英: Distance point method）は一点透視投影で水平角度45°の消失点を用いて投影面にグリッドを映す透視図法である。
一点透視投影では消失点が水平線上に存在する。水平線上の消失点のうち水平角度45°に対応する点を距離点（きょりてん、英: Distance point）という。ここで投影面に垂直な四角形を考えると、その対角線は距離点へ収束する。ゆえに次の手順で正方形の投影ができる：

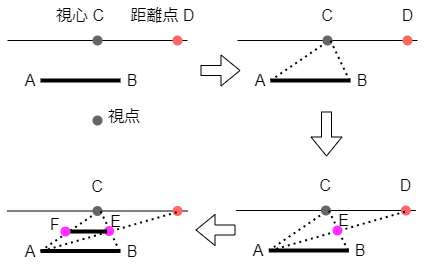
距離点法

- 正方形の1辺となる水平な線分 {\displaystyle {\overline {AB}}} を投影面上に描く
- 両端である {\displaystyle A} と {\displaystyle B} から水平角度0°の消失点（視心）{\displaystyle C} へ線を伸ばす
- {\displaystyle A} から距離点 {\displaystyle D} へ線を伸ばし {\displaystyle {\overline {BC}}} との交点を {\displaystyle E} とする
- {\displaystyle E} から水平線を引き、この水平線と {\displaystyle {\overline {AC}}} の交点を {\displaystyle F} とする
- {\displaystyle \Box ABEF} を囲う

{\displaystyle \Box ABEF} は正方形の投影である。なぜなら {\displaystyle {\overline {AF}}} と {\displaystyle {\overline {BE}}} は視心へ収束するため投影面と平行な {\displaystyle {\overline {AB}}} とは垂直であり、この長方形の対角線が距離点により45°の傾きを持つからである。
これを更に進めると、{\displaystyle {\overline {AB}}} を直線に伸ばし等間隔に区切ることで正方形のグリッドを投影できる。このグリッドは目盛り付きの座標と同じであるから、これを用いれば対象物の大きさに基づいて投影図を容易に作図できる。
距離点が消失点の一種であること・グリッド作成後は消点法で作図するのが主流であることから、距離点法は消点法の一種とも捉えられる。
いわゆる「パースグリッド」ツールを用いた手書きでの一点透視投影図の作成は距離点法による透視図法の一種といえる。

## 透視図
透視図（とうしず、英: perspective drawing）は透視投影で得られる投影図である。透視投影図（とうしとうえいず）とも。